# Destacamento aéreo 190 Tahiti-Faa'a
El Destacamento Aéreo 190 es una base aérea del Ejército del aire francés ubicada en Tahití en Polinesia Francesa, que vino a sustituir a la base creada en 1961, y que llevaba el nombre de Base Aérea 190 Tahití-Faa'tiene « Sargento Julien Allain » hasta su disolución el 18 de julio de 2012 por el general de división aérea Thierry Caspar-Fille-Lambie.

## Historia
- Con la instalación del Centro de experimentaciones nucleares del Pacífico (CEP), se decidió la construcción de un aeropuerto en Tahití para facilitar el la extraordinaria labor logística que se puso en marcha entre la Francia metropolitana y la Polinesia Francesa. En 1959 arranca la construcción de la pista sobre la costa noreste de la isla de Tahití. Se necesitarán 2 años para completar los trabajos. La inauguración oficial de la base tiene lugar en 1961.

La base se disolvió oficialmente el 18 de julio de 2012, y sus infraestructuras fueron reutilizadas por el Destacamento Aéreo 190.

## Unidades presentes sobre la base
- Escuadrilla 12S (septiembre de 1974-agosto de 2000)
- Flotilla 25F (desde septiembre de 2000)